# Championnat de Grande-Bretagne de Formule 1 1982
Le Championnat de Grande-Bretagne de Formule 1 1982 était le quatrième et dernier championnat de Grande-Bretagne de Formule 1. Ce championnat a débuté le 9 avril 1982 et a fini le 30 août 1982, après 5 courses.

## Pilotes et écuries
| Écuries              | Constructeurs | Châssis | Moteur      | No | Pilotes             |
| -------------------- | ------------- | ------- | ----------- | -- | ------------------- |
| Team Ensign          | Ensign        | N180B   | Cosworth V8 | 3  | Jim Crawford        |
| Team Ensign          | Ensign        | N180B   | Cosworth V8 | 4  | Joe Castellano (de) |
| Colin Bennett Racing | McLaren       | M29     | Cosworth V8 | 6  | Arnold Glass        |
| Colin Bennett Racing | March         | 811     | Cosworth V8 | 7  | Val Musetti         |
| Team Sanada          | Fittipaldi    | F8      | Cosworth V8 | 8  | Tony Trimmer        |
| Warren Booth         | Shadow        | DN9     | Cosworth V8 | 11 | Warren Booth        |
| John Jordan          | BRM           | P207    | BRM V12     | 12 | David Williams      |
| Nick Mason           | Tyrrell       | 008     | Cosworth V8 | 14 | John Brindley       |
| EMKA Racing          | Williams      | FW07    | Cosworth V8 | 16 | Steve O'Rourke      |
| Team Peru            | Williams      | FW07    | Cosworth V8 | 82 | Jorge Koechlin      |

## Résultats et classement

### Courses
| No | Épreuve                        | Lieu             | Date     | Vainqueur           | Voiture       |
| -- | ------------------------------ | ---------------- | -------- | ------------------- | ------------- |
| 1  | International Gold Cup         | Oulton Park      | 9 avril  | Tony Trimmer        | Fittipaldi F8 |
| 2  | Caribbean Airways Trophy 1     | Brands Hatch     | 12 avril | Jim Crawford        | Ensign N180   |
| 3  | Rivet Supply Trophy            | Thruxton Circuit | 31 mai   | Jim Crawford        | Ensign N180   |
| 4  | Donington Summer International | Donington Park   | 15 août  | Jim Crawford        | Ensign N180   |
| 5  | Caribbean Airways Trophy 2     | Brands Hatch     | 30 août  | Joe Castellano (de) | Ensign N180   |

### Classement pilotes
| Position | 1 | 2 | 3 | 4 | 5 | 6 | Pole Position (*) | Meilleur Tour (en gras) |
| -------- | - | - | - | - | - | - | ----------------- | ----------------------- |
| Points   | 9 | 6 | 4 | 3 | 2 | 1 | 2                 | 1                       |

| Classement | Pilote              | Total | Oulton Park | Brands Hatch | Thruxton | Donington Park | Brands Hatch |
| ---------- | ------------------- | ----- | ----------- | ------------ | -------- | -------------- | ------------ |
| 1          | Jim Crawford        | 35    | 3*          | 10           | 10       | 12*            |              |
| 2          | Tony Trimmer        | 19    | 9           | 8*           | 2        |                |              |
| 3          | Joe Castellano (de) | 14    |             |              |          | 4              | 10           |
| 4          | Warren Booth        | 12    | 6           | 3            | -        | -              | 3            |
| =          | Jorge Koechlin      | 12    |             |              |          | 6              | 6*           |
| 6          | John Brindley       | 11    |             | 2            |          | 3              | 6            |
| 7          | Val Musetti         | 10    | -           | 4            | 6        |                |              |
| 8          | Steve O'Rourke      | 5     |             |              | 4        |                | 1            |
| 9          | Arnold Glass        | 4     | -           | 1            | 3        | -              |              |
| 10         | David Williams      | 2     |             |              | -        | -              | 2            |